# Opaeophora lepida
Opaeophora lepida is een mosdiertjessoort uit de familie van de Microporidae. De wetenschappelijke naam van de soort is, als Monoporella lepida, voor het eerst geldig gepubliceerd in 1881 door Hincks.